# 奇切斯特友誼禮拜堂
奇切斯特友誼禮拜堂（英語：Chichester Friends Meetinghouse）是位在美國賓夕法尼亞州特拉華縣的一間貴格會禮拜堂。其於1973年登錄進國家史蹟名錄。

## 圖集

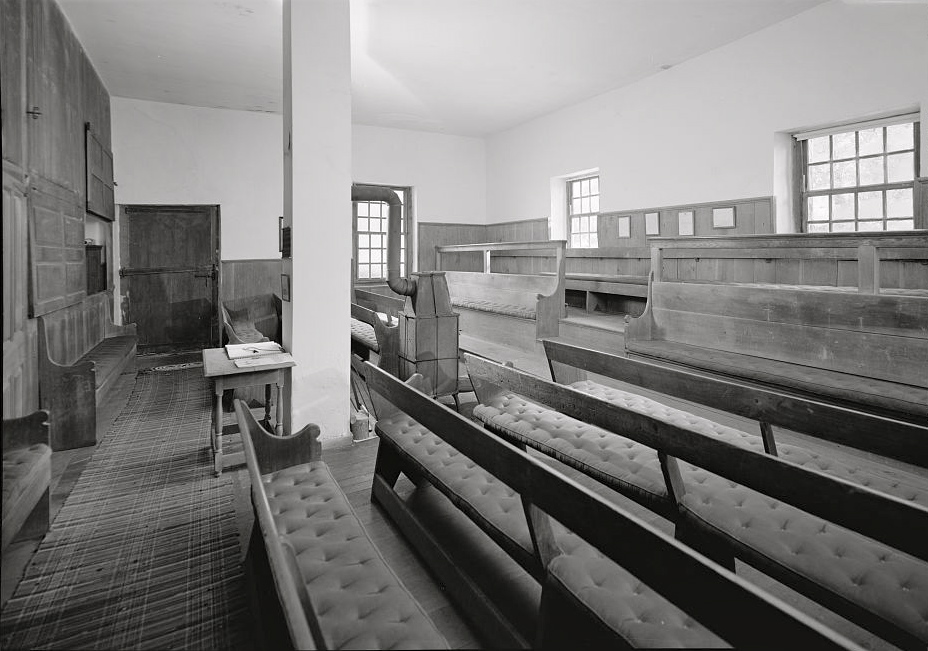
內部
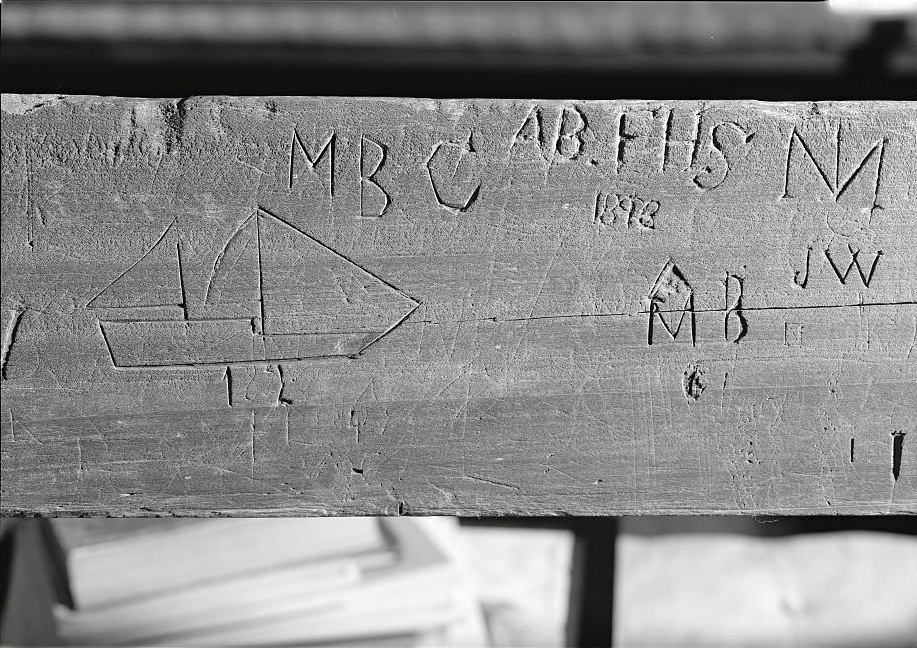
雕刻塗鴉
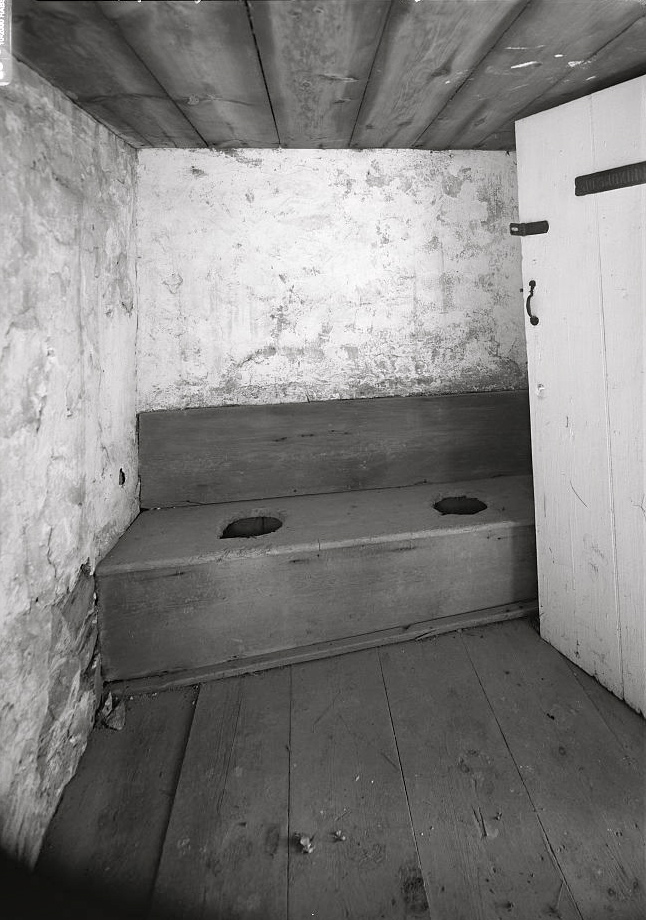
廁所
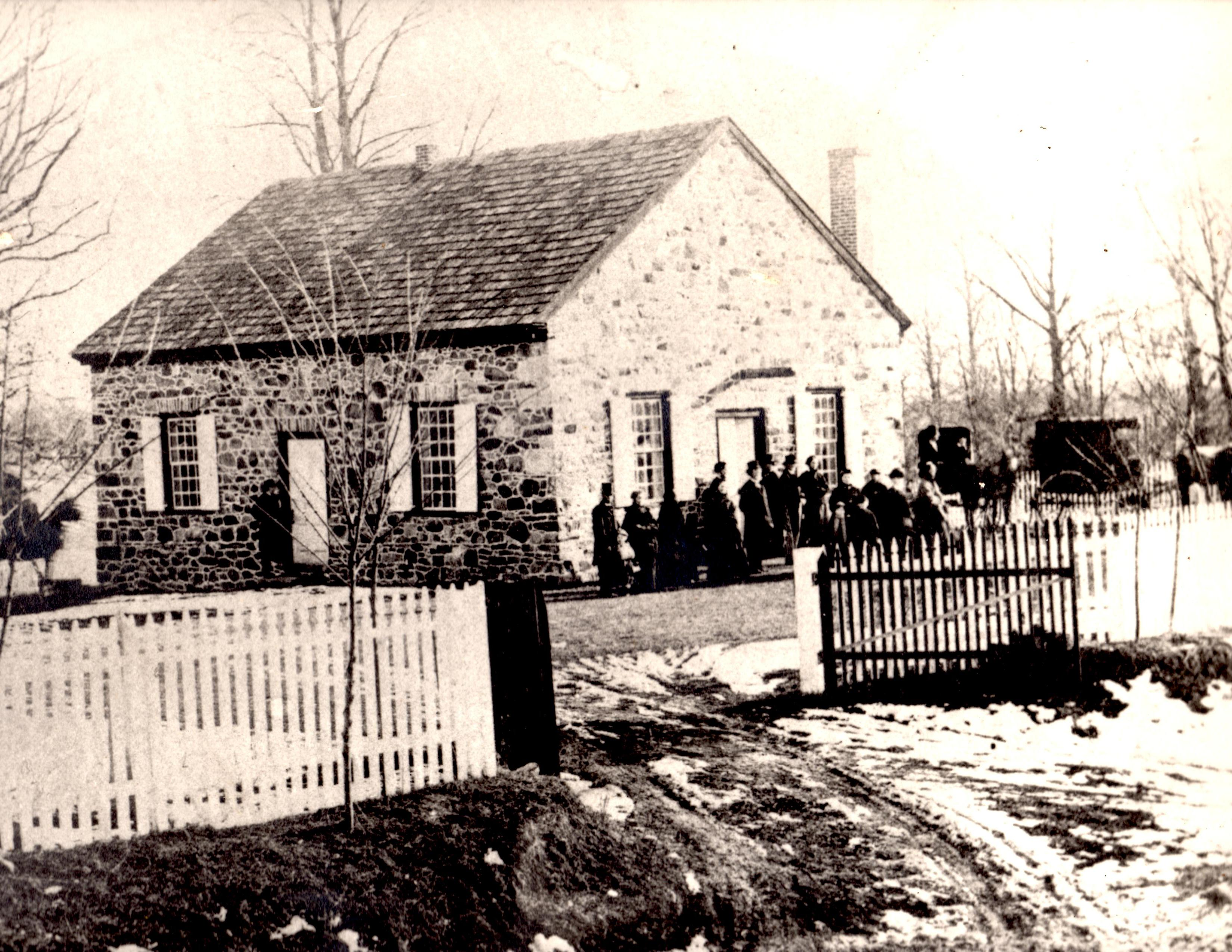
19世紀時的禮拜堂